# Gällaryds distrikt
Gällaryds distrikt är ett distrikt i Värnamo kommun och Jönköpings län. 
Distriktet ligger i östra delen av kommunen.

## Tidigare administrativ tillhörighet
Distriktet inrättades 2016 och utgörs av socknen Gällaryd i Värnamo kommun.
Området motsvarar den omfattning Gällaryds församling hade vid årsskiftet 1999/2000.